# Поромний термінал Батам Харбор-Бей

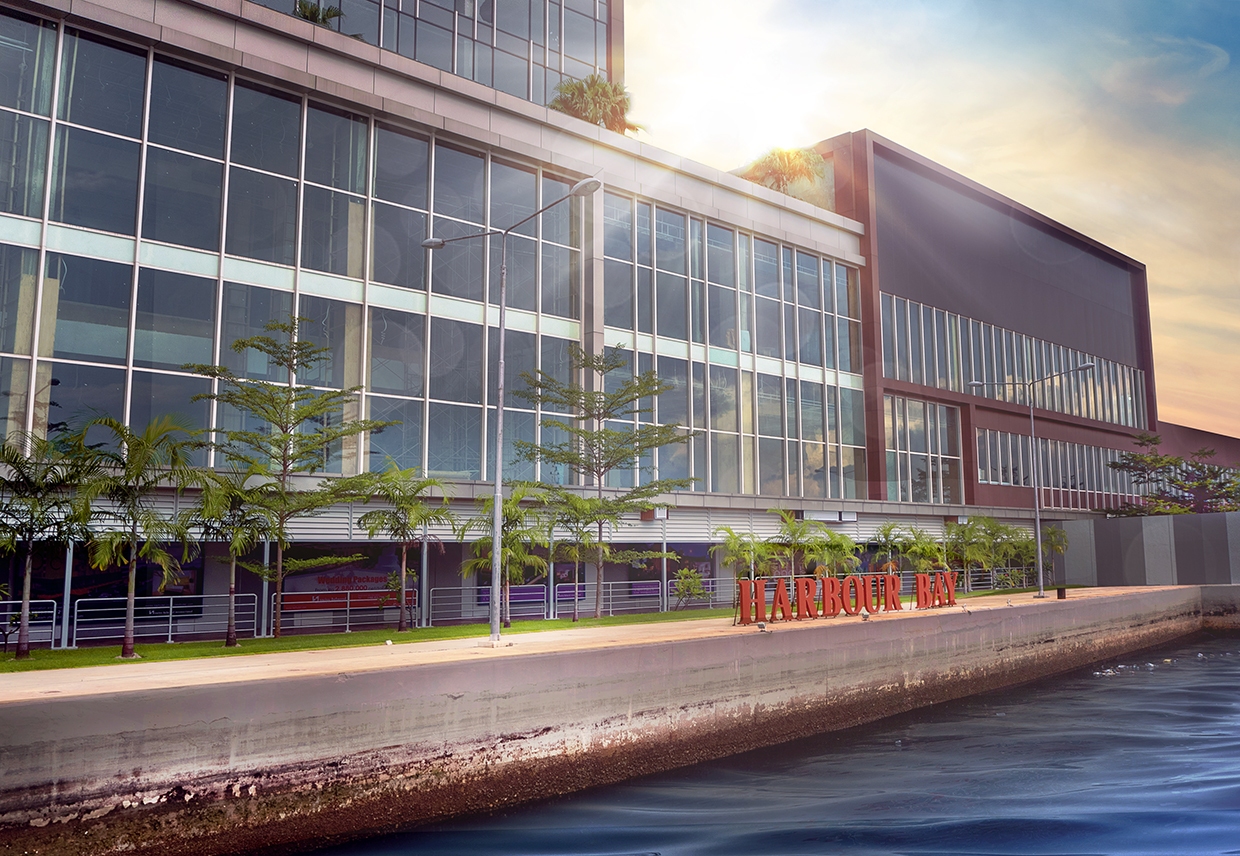
Поромний термінал Батам Харбор-Бей

Поромний термінал Батам Харбор-Бей (Batam Harbour Bay) — це міжнародний транспортний вузол із магазинами та ресторанами в центрі Батама, Індонезія.  Розташований в 10 хвилинах їзди від району Нагоя .
З моменту свого відкриття в 2006 році він щомісяця обслуговує в середньому 45 000 відвідувачів із Сінгапуру. 

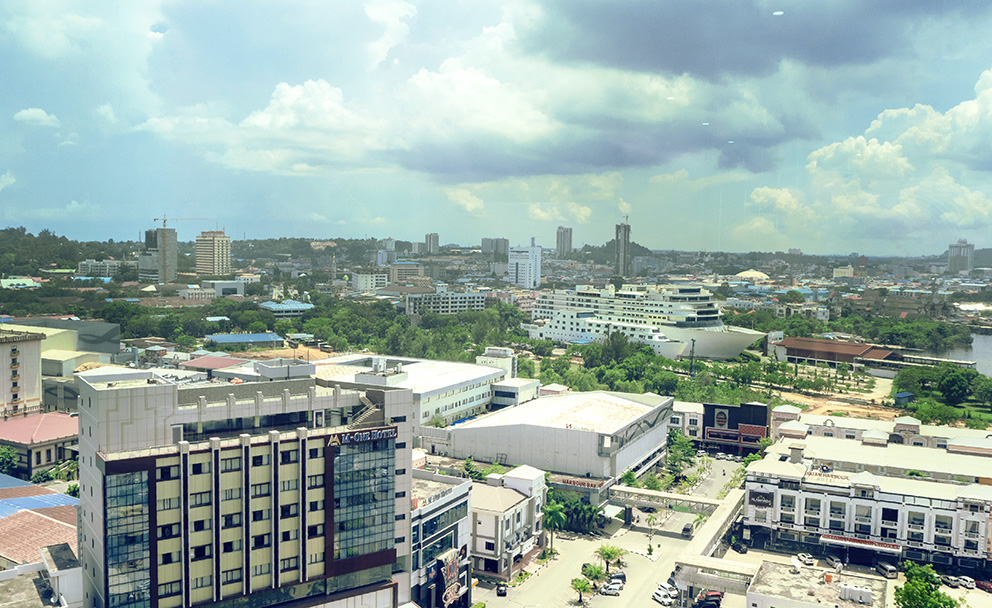
Паномара Батам Харбор-Бей

Поромний термінал включає  готель,  магазини, розваги  та апартаменти  поблизу терміналу.
5 і 6 вересня 2014 року тут відбувся 7-й джазовий фестиваль АСЕАН, спонсорований Міністерством туризму та економіки Республіки Індонезія у співпраці з регіональним урядом Кеппрі та урядом міста Батам. Джазовий фестиваль проводиться для збільшення відвідування іноземних туристів. 

## Розклад поромів

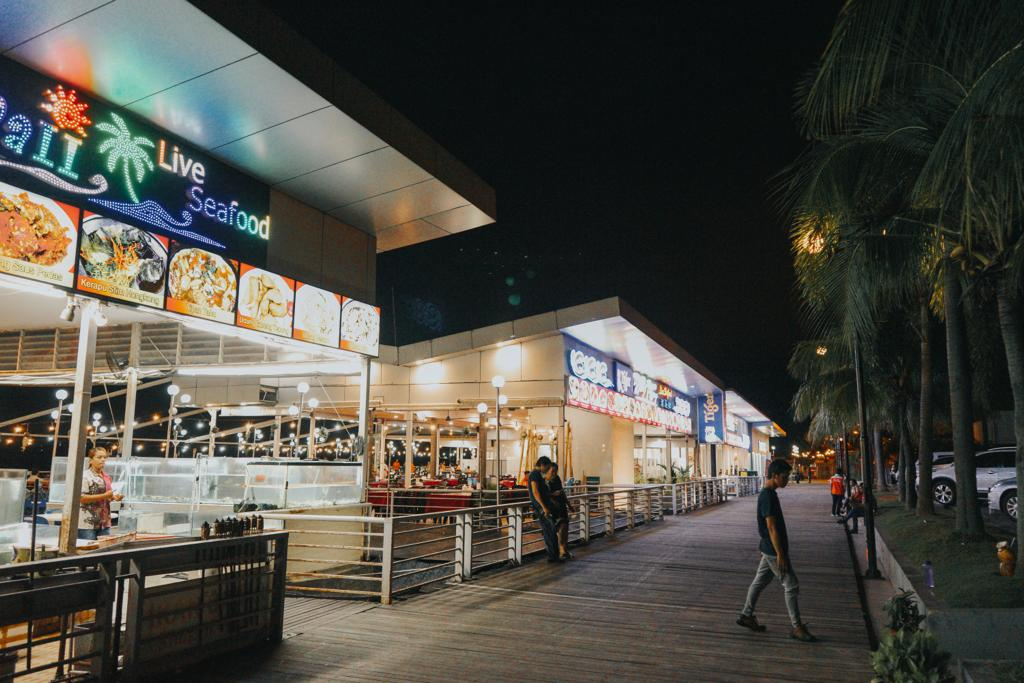
Район ресторану морепродуктів у центрі БатамХарбор-Бей

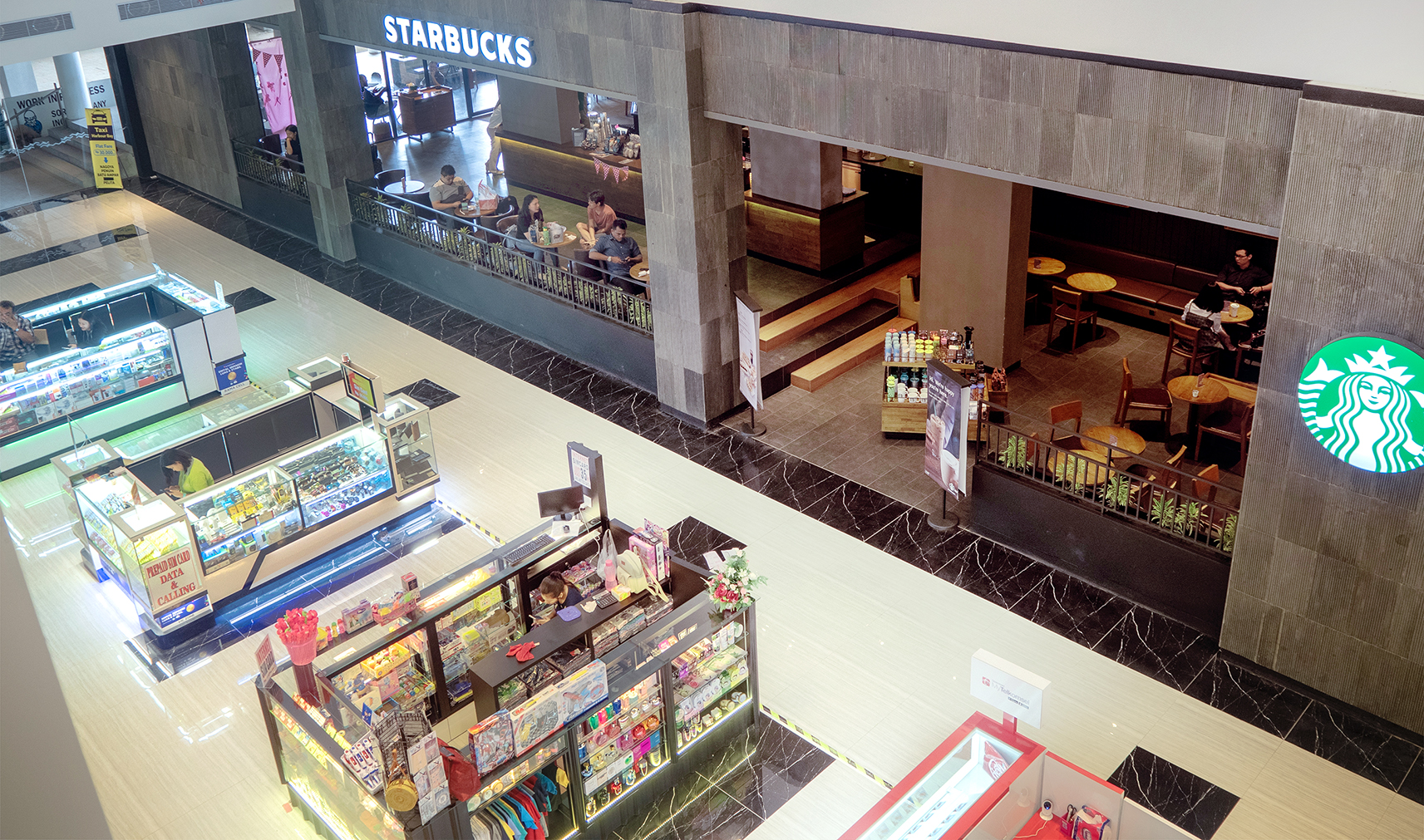
Торговий центр Батам Бейфронт у поромному терміналі Харбор-Бей

Курсує 12 щоденних рейсів між Сінгапуром і Батам Харбор-Бей. Кожна поїздка триває приблизно 45 хвилин.
Термінал обслуговується оператором Horizon Fast Ferry  і Batam Fast, який курсує між Сингапурським Харбор-фронт та Батамом.

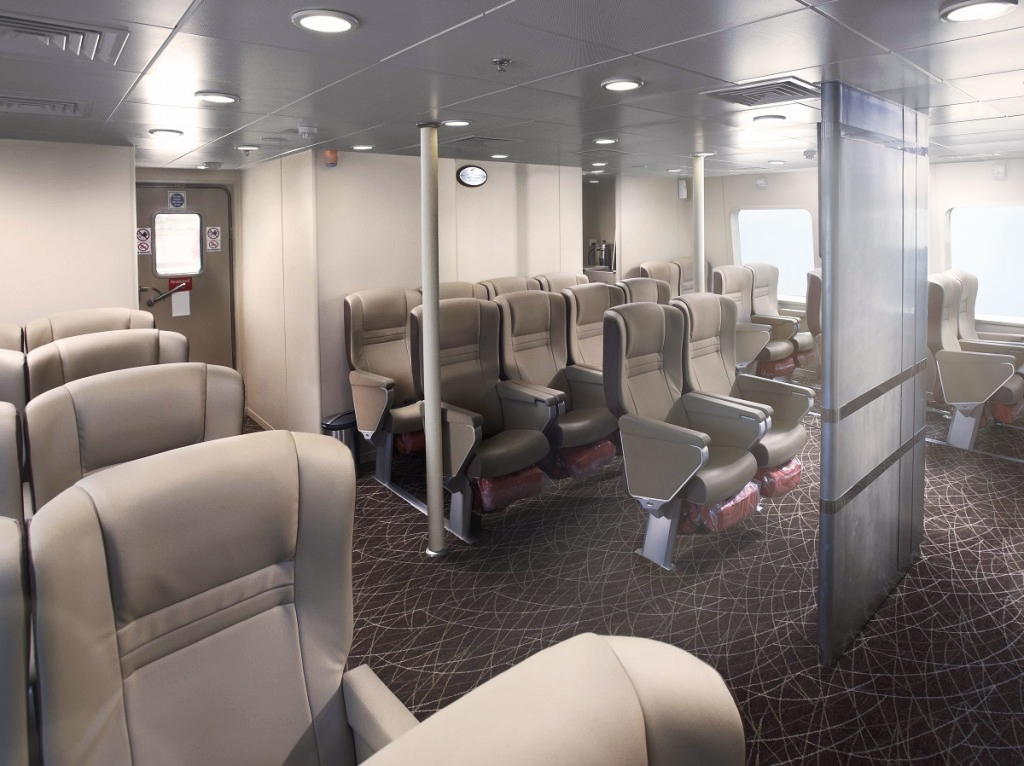
Інтер'єр Horizon Fast Ferry

Пороми також курсують до сусіднього острова Римау Карімун через оператор MV Oceana.  або в Джохор через поромний термінал гавані Путері оператором Marine Hawk 

## Зручності

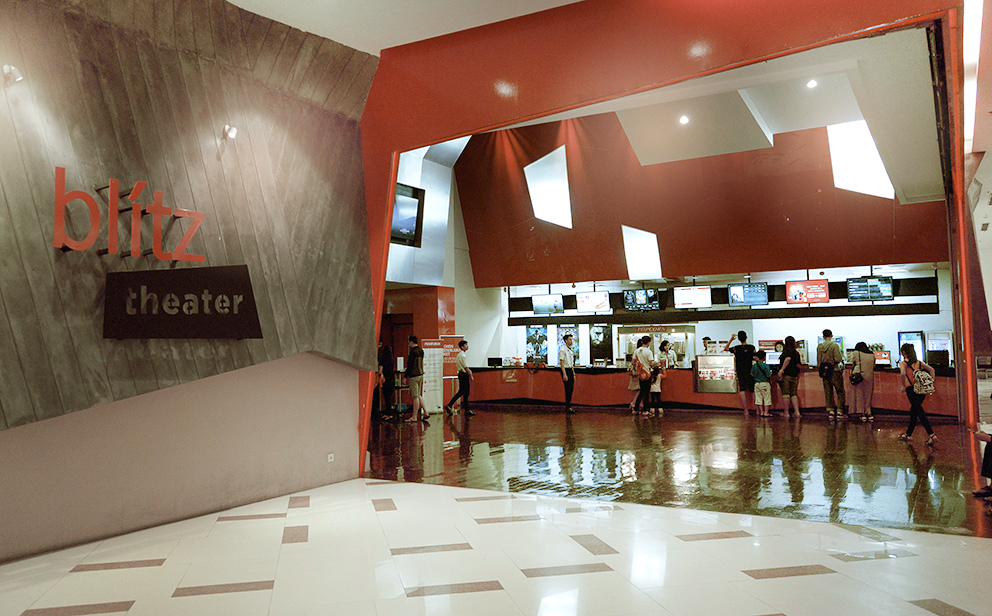
Кінотеатр торгового центру Хаброр-Бей

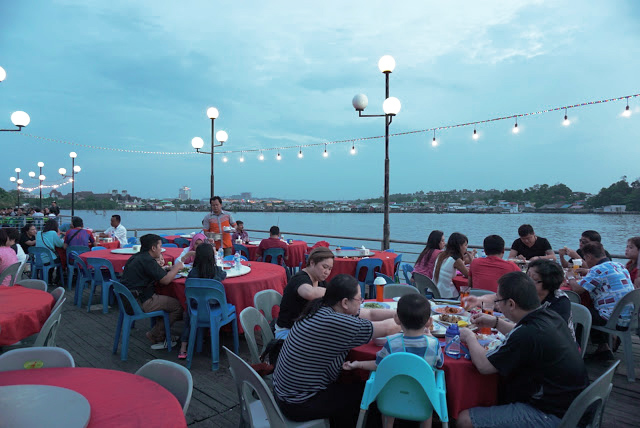
Ресторани морепродуктів, які розташовані на березі моря в терміналі Харбор-Бей

До поромного терміналу приєднані торговий центр BayFront Mall, житловий комплекс Harbour Bay Residences, готель Marriott  та фуд-корт Harbour Bay Seafood.

## Події
5 і 6 вересня 2014 року тут відбувся 7-й джазовий фестиваль АСЕАН, спонсорований Міністерством туризму та креативної економіки Республіки Індонезія у співпраці з регіональним урядом Кеппрі та урядом міста Батам. Джазовий фестиваль проводиться для збільшення відвідування іноземних туристів. 

## Зовнішні посилання
- Харбор-Бей
- Сінгапурський круїзний центр
- Harbor Bay Ferry - Розклади, ціни та квитки на пором Harbour Bay на directferries.ie
- Готель Marriott | PT Citra Buana Prakarsa
- Харі Терахір Лібуран Ахір Тахун. Arus Penumpang di Sejumlah Pelabuhan Meningkat